# Love Lessons
Love Lessons è un libro scritto dall'autrice britannica Jacqueline Wilson.

## Trama
La protagonista è Prue, una quattordicenne fuori dal comune che adora la sorellina undicenne Grace e l'arte in generale. La situazione familiare di Prue è molto burrascosa: vive ai margini della povertà, relegata in casa o al massimo nella libreria del padre, senza il permesso di allontanarsi troppo di casa o di fare le cose che fanno le normali quattordicenne. Non ha la TV ed è lontana anni luce dalle conoscenze normali della tecnologia.
Il papà di Prue è infatti un uomo rigido, severo e esigente, e ha idee tutte sue sull'educazione delle figlie: difatti, Prue e Grace non vanno a scuola da quando erano molto piccole. Prue in segreto disprezza i genitori e le loro abitudini, come i vestiti a quadretti ricavati degli stracci che indossa o il fatto di non essere libera come le coetanee, che pure non capisce.
In seguito a un infarto del padre a causa sua, Prue, la mamma e Grace devono prendere in mano le redini della loro vita tra bollette, crisi economica e le sollecitudini di Mr. Miles che impongono alle sorelle l'iscrizione a una scuola.
A causa dei troppi posti occupati in tutte le altre, a malincuore la mamma le iscrive alla peggiore scuola del quartiere, ma al segreto del padre, di cui teme la reazione. Per Prudence iniziano giorni faticosi: non riesce a integrarsi tra i compagni a causa del suo carattere eccentrico e dalla sua inesperienza sociale. L'unico a capirla sembra il professore di arte, Mr. Raxberry, che apprezza i suoi vestiti "strani" e il suo innegabile talento per l'arte. Tra i due si sviluppa presto una relazione che coinvolge molto Prue, che non realizza quanto questo sia pericoloso. Mentre il padre ritorna a casa dall'ospedale, il segreto di Prue e Rax viene scoperto da un'alunna della scuola. A Prudence non resta che trasferirsi ma, almeno a casa, c'è una novità; con l'aiuto di un compagno di Prue la mamma riesce a vendere un libro a un prezzo alto, e con quei soldi può pagare le bollette.
Il padre viene a sapere della scuola, ma "a modo suo" perdona Prue perché questa si deve trasferire nella scuola che lui ha frequentato da ragazzo. Il libro termina con una riflessione di Prue, che si collega ai suoi sogni su un improbabile futuro con Rax.